# Гръм
„Гръм“ (на английски: Bolt) е американски анимационен приключенски комедиен филм от 2008 г., продуциран от „Уолт Дисни Анимейшън Студиос“ и разпространяван от „Уолт Дисни Студиос Моушън Пикчърс“. Режисиран от Крис Уилямс и Байрън Хауърд (в техните режисьорски дебюти), продуциран от Кларк Спенсър, по сценарий на Дан Фогелман и Крис Уилямс, това е 48-ият пълнометражен анимационен филм на „Дисни“. Филмът е озвучен с гласовете на Джон Траволта, Майли Сайръс, Сузи Есман, Марк Уолтън, Малкълм Макдауъл, Джеймс Липтън и Грег Гърман.
Сюжетът на филма се съсредоточава върху куче на име Гръм, което е прекарало целия си живот на снимачната площадка на телевизионен сериал и твърдо вярва, че притежава суперсили. Когато любимата му собственичка Пени е „отвлечена“ в шоуто, Гръм бяга от снимачната площадка, за да я спаси, като в крайна сметка се обединява със саркастичната котка Митънс и хамстер на име Рино, който е фен на телевизионния сериал, в който Гръм участва, за да се впуснат в пътешествие – обратно у дома.
Премиерата на „Гръм“ е на 17 ноември 2008 г. в „Ел Капитан“, Холивуд, а официалната – на 21 ноември в САЩ. Въпреки сравнително незначителното представяне в боксофиса, филмът получава силен положителен прием от критиците. Смята се също така, че е помогнал за прераждането на „Уолт Дисни Анимейшън Студиос“, поставяйки студиото в нова творческа посока, която води до други критично аплодирани филми като „Рапунцел и разбойникът“ (2010) и „Замръзналото кралство“ (2013).
Филмът е номиниран за „Оскар“ за най-добър пълнометражен анимационен филм, „Златен глобус“ за най-добър анимационен филм и „Златен глобус“ за най-добра оригинална песен.